# سورشجان
سورشجان مرکز بخش لاران در شهرستان شهرکرد از توابع استان چهارمحال و بختیاری است.

## مردم
مردم این شهر به زبان فارسی محلی تکلم می‌کنند که شباهت زیادی به گویش بختیاری دارد.

## جمعیت
بر پایه سرشماری عمومی نفوس و مسکن در سال ۱۳۹۵ جمعیت این شهر ۱۲۳۰۸ نفر بوده‌است.

## چشمه مایک
چشمه مایک یا چشمه ماهک در فاصله ۲ کیلومتری شهر سورشجان در امتداد جاده سورشجان – فارسان  و در میان باغ‌های این شهر از پائین کوهی به نام دره سیر بیرون می‌آید. آب این چشمه گوارا و منبع اصلی آب باغهای این منطقه می‌باشد. این چشمه دائمی است و بعد از سیراب کردن باغات اطراف به رودخانه گرگک می‌ریزد. فاصله‌ی شهر تا چشمه مایک، خاکی می‌باشد اما طبیعت منطقه و در کنار هم قرار گرفتن کوه، چشمه، جنگل همه و همه اوقات خوشی را برای گردشگران بوجود آورده‌است. پوشش درختی اطراف چشمه بیشتر بید، کبوده و سپیدار می‌باشد.

### زبان
مردم به زبان لری بختیاری تکلم می‌کنند.

## پیشینه تاریخی
وجود دو تنگه پارسان (پردنجان) و کردیت (درکش ورکش) در غرب این شهر موقعیت خاصی به این شهر می‌داده و به گونه درب ورود و خروج منطقه انزان و ایران بوده‌است. و بر اساس این موقعیت‌ها نام قدیم این شهر را ابتدا جاکردیت و سپس چرکچیان و سپس سورشجان نامیده‌اند. در دوران انقلاب مشروطه، سورشجان یکی از پایگاه‌های مهم مشروطه خواهان و محل سکونت بی بی مریم بختیاری بوده‌است که در خاطرات او می‌توان به شکست قشون انگلیس در این شهر اشاره کرد.